# Jörg Dinkel
Jörg Dinkel (* 11. August 1969) ist ein deutscher Journalist und Rundfunkmoderator.

## Leben
Dinkel studierte an der Pädagogischen Hochschule Ludwigsburg und machte anschließend ein Volontariat beim Rems-Murr-Bürgerradio in Waiblingen. 1997 wechselte er zum damaligen Süddeutschen Rundfunk ins Studio Heilbronn. 
Seit 2001 ist er bei SWR1 Baden-Württemberg. Dort moderiert er unter anderem die Sendungen „SWR1 Aktuell“ und „SWR1 Thema heute“. Außerdem ist er als Nachrichtenredakteur tätig. Er arbeitet zeitweise als Korrespondent im ARD-Hauptstadtstudio in Berlin.